# 保羅·西門斯

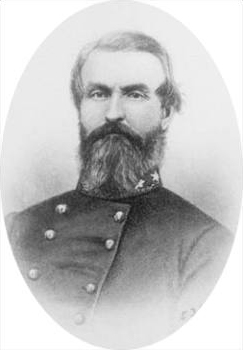
保羅·西門斯

保羅·西門斯(Paul Jones Semmes)是美國銀行家、商人以及南北戰爭期間的邦聯准將，死於蓋茨堡之役後不久。

## 生平

### 戰前
1815年，西門斯生於喬治亞州的威爾克斯縣。在漢考克縣畢業後，他到了維吉尼亞大學就讀，成為銀行家，在哥倫布斯縣擁有一個種植園。
於1846年至1861年間，西門斯是喬治亞州的民兵將領。

### 戰時
內戰之始，西門斯為佐治亞州第二步兵團的上校。1862年晉升為准將，效力李將軍之北維吉尼亞軍團麾下的隆史崔特之第一兵團。
其後他又參與了安提坦戰役，狠狠的打退了聯邦軍隊的第二兵團。
蓋茨堡之役第二天，西門斯於麥田被打成重傷，八日後死於維吉尼亞州的馬丁斯堡。死前曾說：為國(邦聯)捐軀是我的特權。葬於Linwood公墓。

### 軍旅之組織
- 佐治亞州第十步兵團
- 佐治亞州第五十步兵團
- 佐治亞州第五十一步兵團
- 佐治亞州第五十三步兵團